# Esmalte bizantino

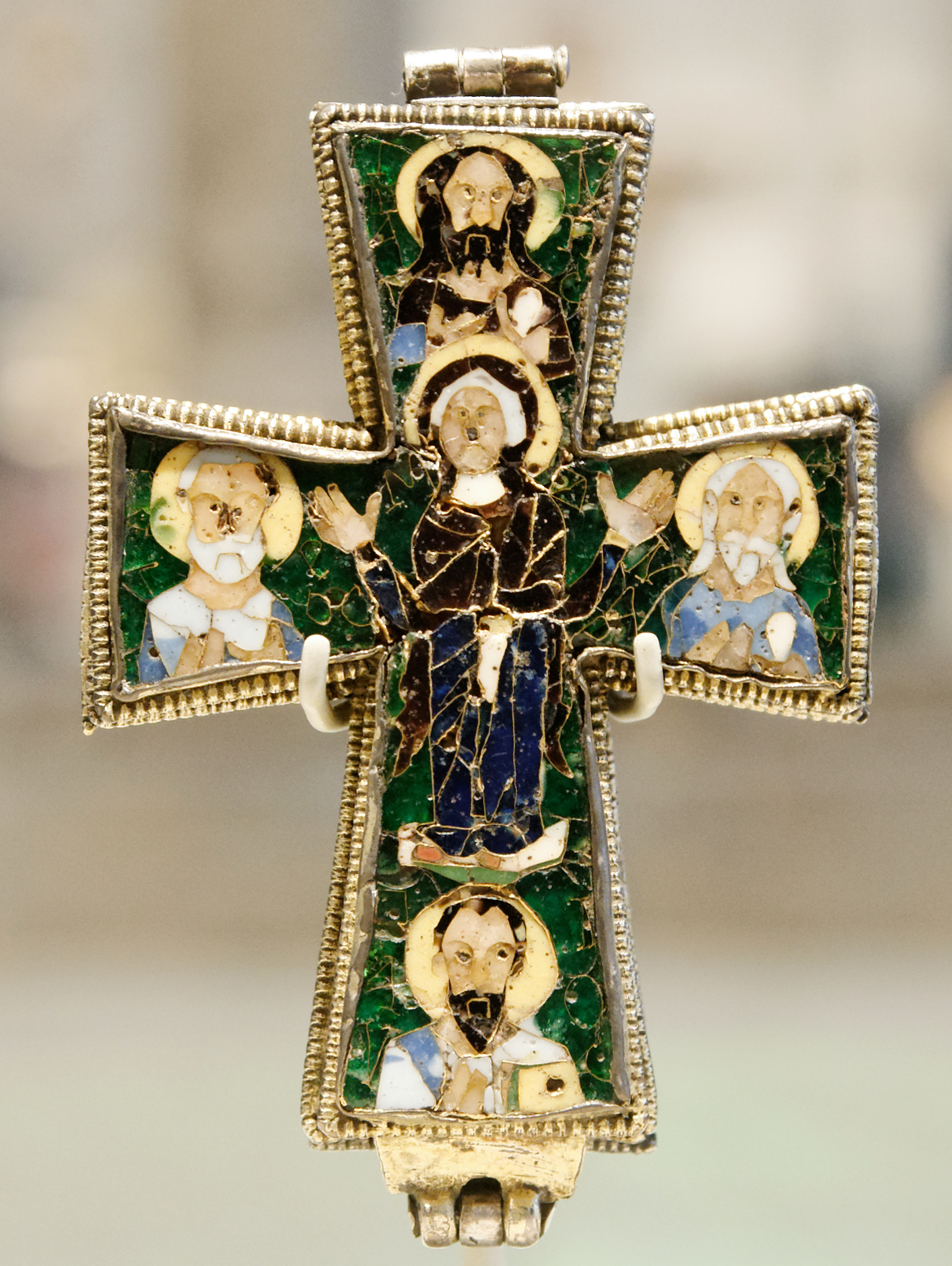
Cruz de Beresford Hope - circa siglo IX

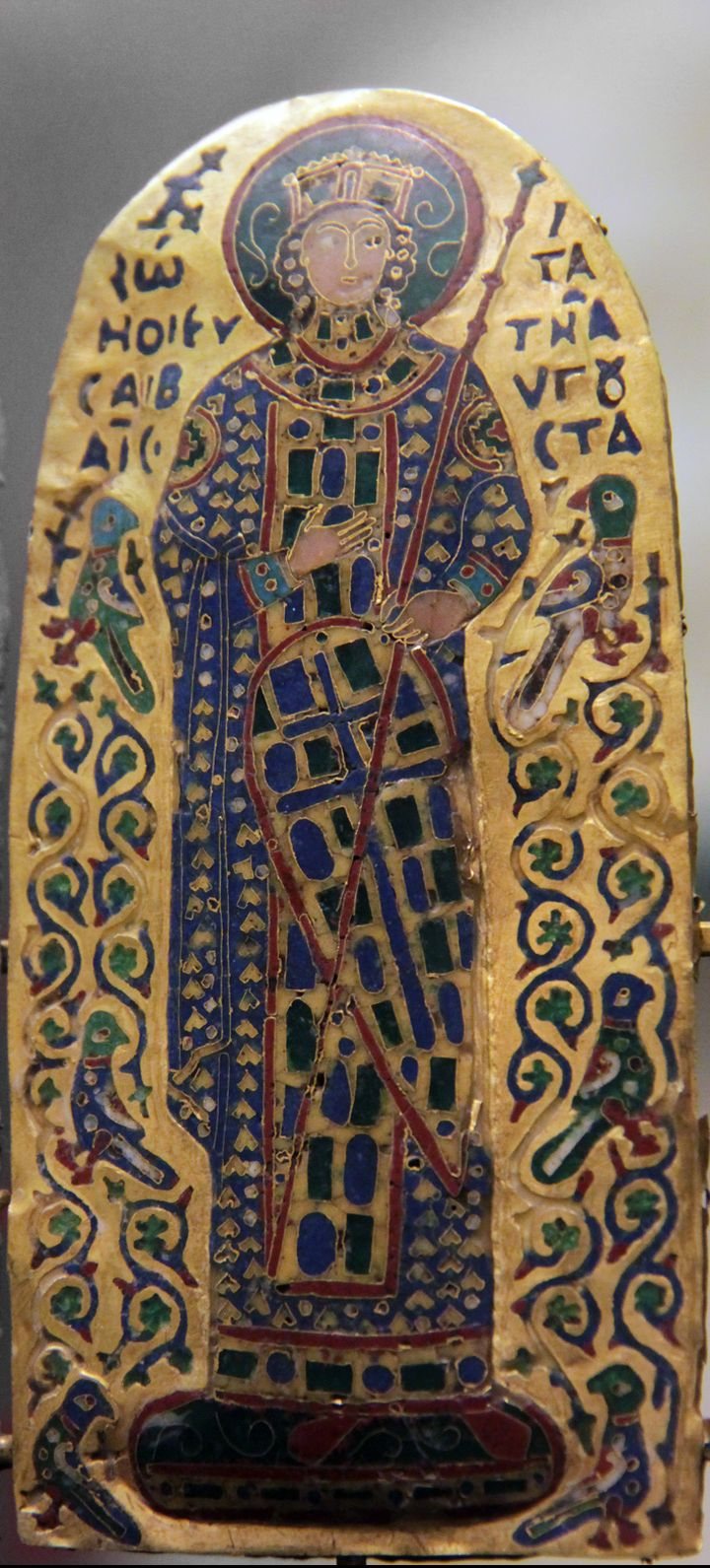
Esmalte bizantino de la Emperatriz Zoe de la Corona de Monómaco - principios del siglo XI

La técnica de cloisonné en esmalte vítreo es una tradición de trabajo en metal y vidrio practicada en el Imperio bizantino desde el siglo VI hasta el siglo XII d. C. Los bizantinos perfeccionaron una forma intrincada de esmaltado vítreo, que permitía la ilustración de pequeños y detallados retratos iconográficos.

## Visión general
El desarrollo del arte del esmalte bizantino se produjo entre los siglos VI y XII. Los Bizantinos perfeccionaron una forma de esmalte vítreo llamada cloisonné, en la que tiras de oro se soldaban a una placa base de metal formando el contorno de una imagen. Los espacios hundidos entre el alambre de filigrana dorada se rellenaban luego con una pasta de vidrio coloreada, o fundente, que llenaba el espacio negativo en el diseño con el color elegido. Los esmaltes bizantinos usualmente representan a una persona de interés, a menudo un miembro de la familia imperial o un icono cristiano. Dado que se crean a partir de materiales costosos como el oro, los esmaltes suelen ser muy pequeños. Ocasionalmente se convierten en medallones que actúan como joyas decorativas o se integran en diseños eclesiásticos, como cubiertas de libros, utensilios litúrgicos como el cáliz y la patena, o en algunos ejemplos, coronas reales. Colecciones de pequeños esmaltes pueden agruparse para formar una exhibición narrativa más grande, como en el retablo de la Pala d'Oro.
Muchos de los ejemplos de esmalte bizantino conocidos hoy en día han sido reutilizados en nuevos entornos, lo que hace que su datación sea particularmente difícil cuando no hay inscripciones o personas identificables visibles. Los cruzados latinos, que saquearon Constantinopla en 1204, se llevaron muchos ejemplos de esmalte bizantino al Occidente. La destrucción de Constantinopla significó que la producción de obras en esmalte entró en decadencia en el siglo XIII. Es posible que muchos ejemplos que quedaron en la ciudad fueran fundidos y reutilizados por el Imperio otomano, que no valoraba el significado religioso del arte y podía reutilizar el oro, pero no el vidrio.

## Orígenes
El arte del esmalte vítreo es una práctica antigua con orígenes difíciles de precisar. Hay algunos lugares donde los artesanos bizantinos pudieron haber aprendido la técnica. Se cree que el esmalte existía en una forma temprana en el antiguo Egipto, donde se han encontrado ejemplos de adornos de oro que contienen pasta de vidrio separada por tiras de oro en tumbas. Sin embargo, hay dudas sobre si los egipcios usaban técnicas reales de esmaltado; es posible que en su lugar estuvieran fundiendo piedras de vidrio que luego se encajaban en marcos de metal y se lijaban hasta obtener un acabado, de manera similar a cómo se engastan las piedras preciosas. En Nubia, en el siglo I a. C., aparece un método de soldar tiras de oro a una base de metal, generalmente de oro, y luego rellenar los huecos seccionados con fundente de vidrio. Este método, llamado cloisonné, se convirtió más tarde en el estilo preferido de esmaltado en el Imperio Bizantino.

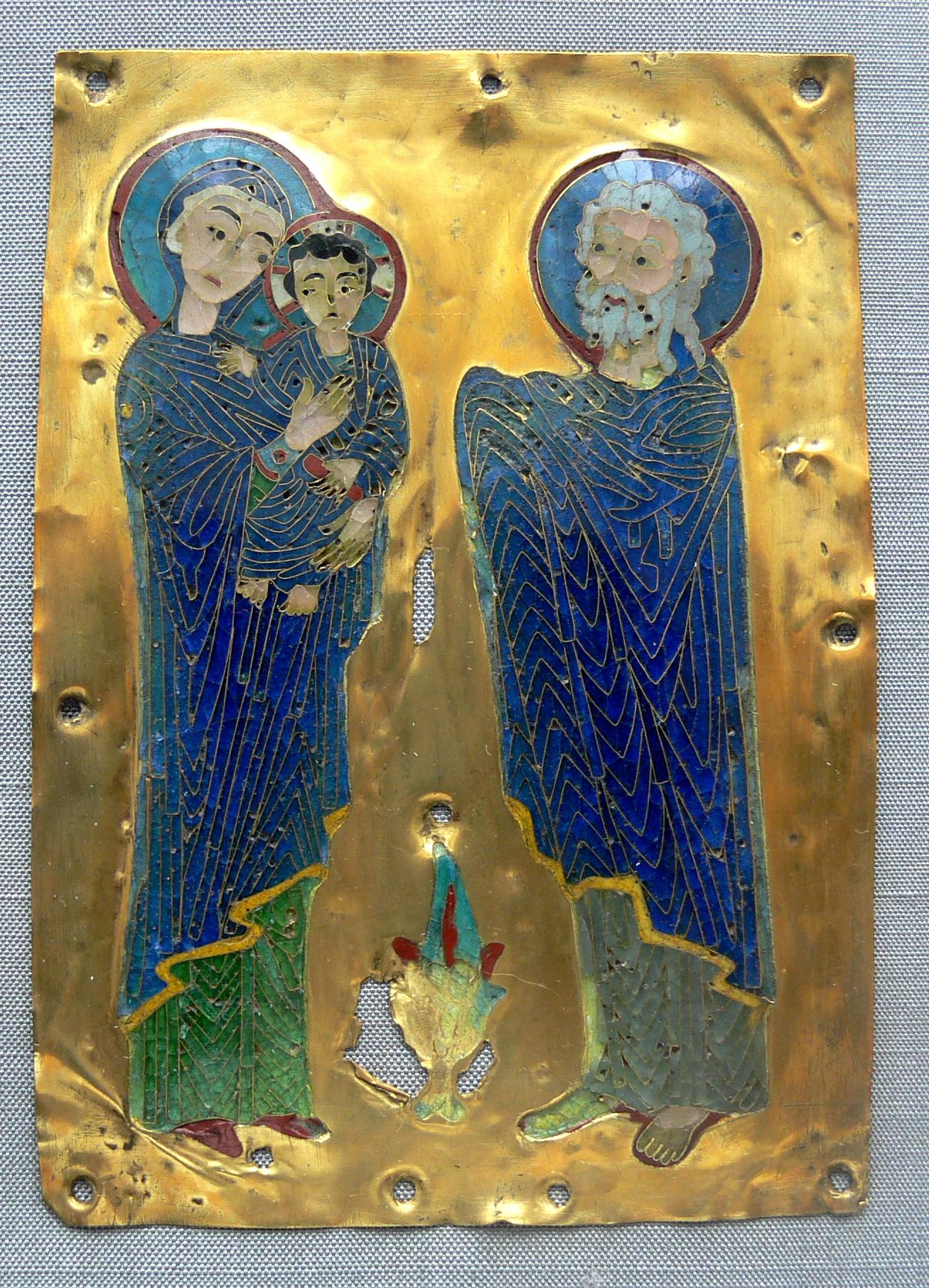
Presentación de Jesús en el Templo, esmalte

Es probable que los talleres de esmalte dentro del Imperio Bizantino perfeccionaran sus técnicas a través de sus conexiones con ejemplos de la Grecia clásica. Los griegos ya eran expertos en esmaltado, soldando una filigrana a una base plana y luego añadiendo una pasta de vidrio, o un fundente líquido, a la pieza base. Toda la obra se cocía luego en un horno, fundiendo la pasta de vidrio en el marco para crear la obra terminada. Ocasionalmente, el artesano griego antiguo aplicaba el fundente de vidrio a la base con la ayuda de un pincel. Los romanos, que ya tenían experiencia en la producción de vidrio, tallaban un hueco en la placa base y luego vertían fundente de vidrio en cada compartimiento. El metal que se veía entre el vidrio hundido creaba el contorno de la imagen. Esta técnica se llama champlevé, y es considerablemente más fácil que la forma de cloisonné practicada por los griegos y bizantinos.

## Tradición del esmalte bizantino
Los bizantinos fueron los primeros artesanos en comenzar a ilustrar escenas en miniatura detalladas en esmalte. Se han encontrado algunos ejemplos de marcos de esmalte bizantino temprano que carecen del fundente de vidrio, y se ha propuesto que fueron utilizados como herramientas educativas en talleres. Algunas placas base de esmalte incompletas muestran marcas de indentación que delinean la línea a la que se adjuntaría el alambre de oro, lo que indica cómo se esbozaban los diseños antes de comenzar la soldadura y el esmaltado. Debido a que no estaban tallando huecos en una placa base y luego rellenando el agujero con fundente de vidrio, los trabajadores bizantinos también podían usar alambre de oro para crear patrones que no separaran los huecos entre sí, resultando en un estilo que parece más una línea dibujada.
La mayoría de los esmaltes bizantinos conocidos hoy en día son de los siglos IX al XII. El período de la Iconoclasia desde el 726 hasta el 787 d. C. significó que la mayoría de los ejemplos anteriores al siglo VIII fueron destruidos debido a su naturaleza iconográfica, aunque se cree que algunos ejemplos se realizaron antes. Uno de los primeros ejemplos de trabajo en esmalte bizantino es un medallón creado a finales del siglo V o principios del siglo VI que presenta un retrato busto de la Emperatriz Eudoxia. El período posterior a la iconoclasia vio un aumento en la producción de retratos icónicos, a los que el intrincado estilo de cloisonné desarrollado por los bizantinos se adapta fácilmente. La mayoría de las obras en esmalte conocidas hoy han estado en Europa occidental desde principios del siglo XIII. Cualquier ejemplo de trabajo en esmalte que aún permanecía en Constantinopla inmediatamente antes de su destrucción se perdió o fue destruido.
Los esmaltes se consideran un "arte menor" debido a su pequeño tamaño, lo que probablemente llevó a su aumento en el uso como decoración para pequeños contenedores portátiles que contenían santos reliquias. En esta tradición, muchas piezas esmaltadas llegaron al imperio occidental a través de peregrinaciones y obsequios de la familia imperial en Constantinopla. El alto valor y el tamaño relativamente pequeño de las piezas de esmalte significaban que se creaban para una audiencia aristocrática, muy probablemente encargadas por la familia imperial, a menudo como regalos para otros reyes o para las iglesias que patrocinaban. Por ejemplo, hay evidencia de que el Emperador Justino II (565-578) envió esmaltes a la Reina Radegunda de Francia.
Otra posible transmisión de esmaltes bizantinos a Occidente se produjo en forma de matrimonios imperiales. En 927, el Emperador Otón II de Alemania se casó con la sobrina del Emperador bizantino Juan I Tzimisces, la princesa Teófano, y supuestamente ella introdujo a orfebres e hiladores imperiales en la iglesia alemana. Muchos ejemplos famosos de esmalte bizantino son staurothekes, relicarios que contienen fragmentos de la Verdadera Cruz, que fueron muy apreciados tanto en Oriente como en Occidente, por lo que aún sobreviven en colecciones modernas. Es probable que una staurotheke fuera uno de los primeros obsequios enviados de Oriente a Occidente. Hay evidencia de que los cruzados portaban los relicarios frente a sus campañas militares, ya que se sabía que los emperadores bizantinos los presentaban.

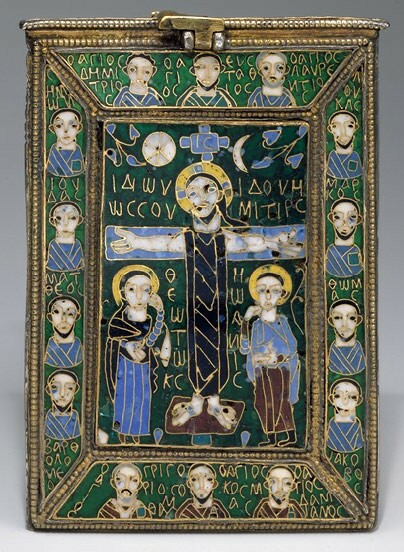
Fieschi Morgan Staurotheke

## Ejemplos notables

### Fieschi-Morgan Staurotheke

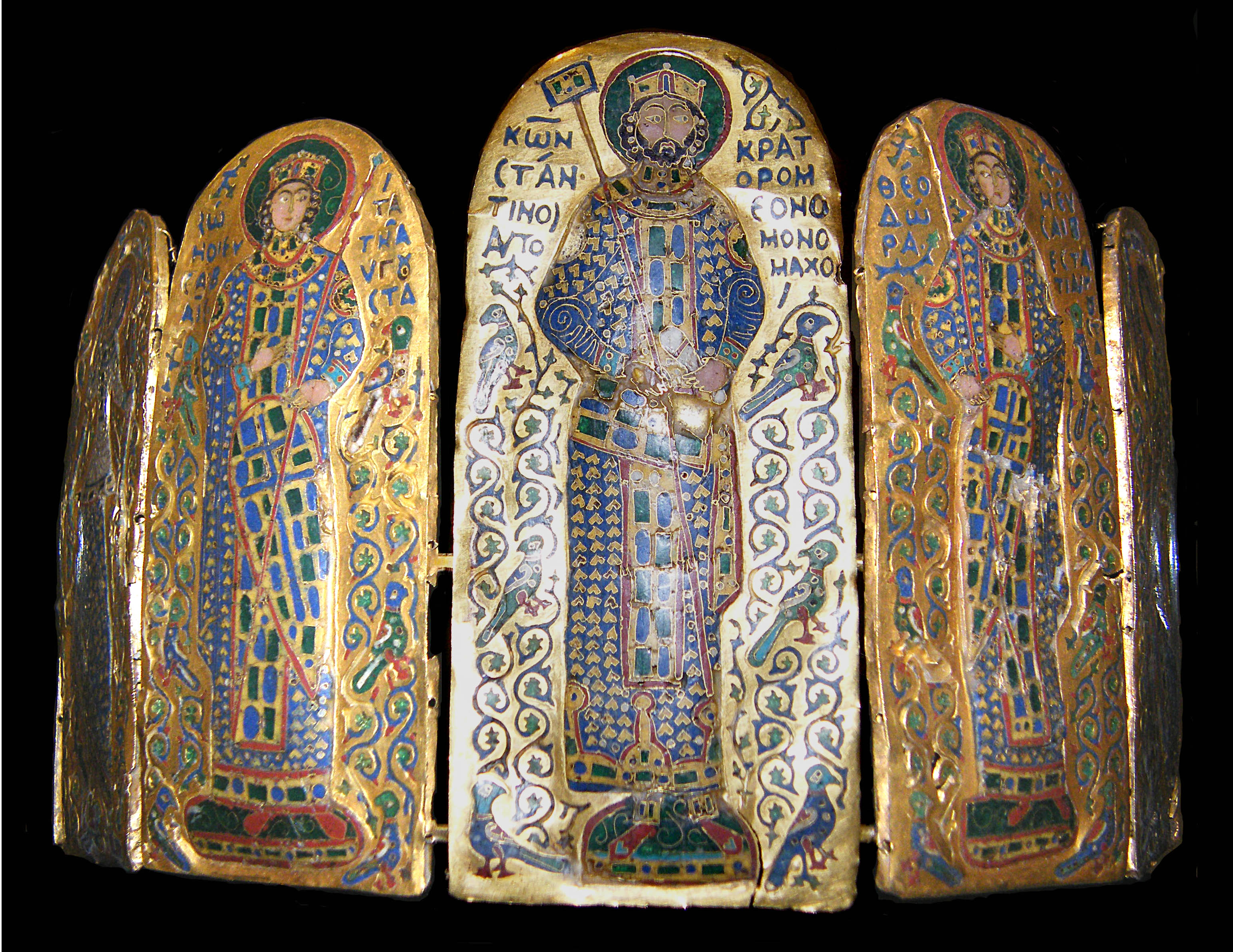
Corona de Monómaco - principios del siglo XI

La Staurotheke Fieschi-Morgan es un ejemplo de esmalte bizantino que data de principios del siglo IX, aunque algunos sugieren una fecha de creación tan temprana como el año 700. Es muy posible que se haya fabricado en Constantinopla, aunque hay debates sobre su origen, algunos sugieren que fue hecha en Siria basándose en las inconsistencias en las letras griegas. Actualmente se encuentra en el Museo Metropolitano de Arte. Supuestamente, la Staurotheke Fieschi-Morgan perteneció al Papa Inocencio IV y fue llevada a Occidente por la familia Fieschi durante las Cruzadas. La tapa de la caja presenta a Cristo en la crucifixión, un estilo no muy común en el arte bizantino hasta finales del siglo VI, y que permaneció inusual durante el período. La obra no está particularmente refinada, lo que indica que el creador quizás no estaba familiarizado con el trabajo en cloisonné.

### Corona de Hungría

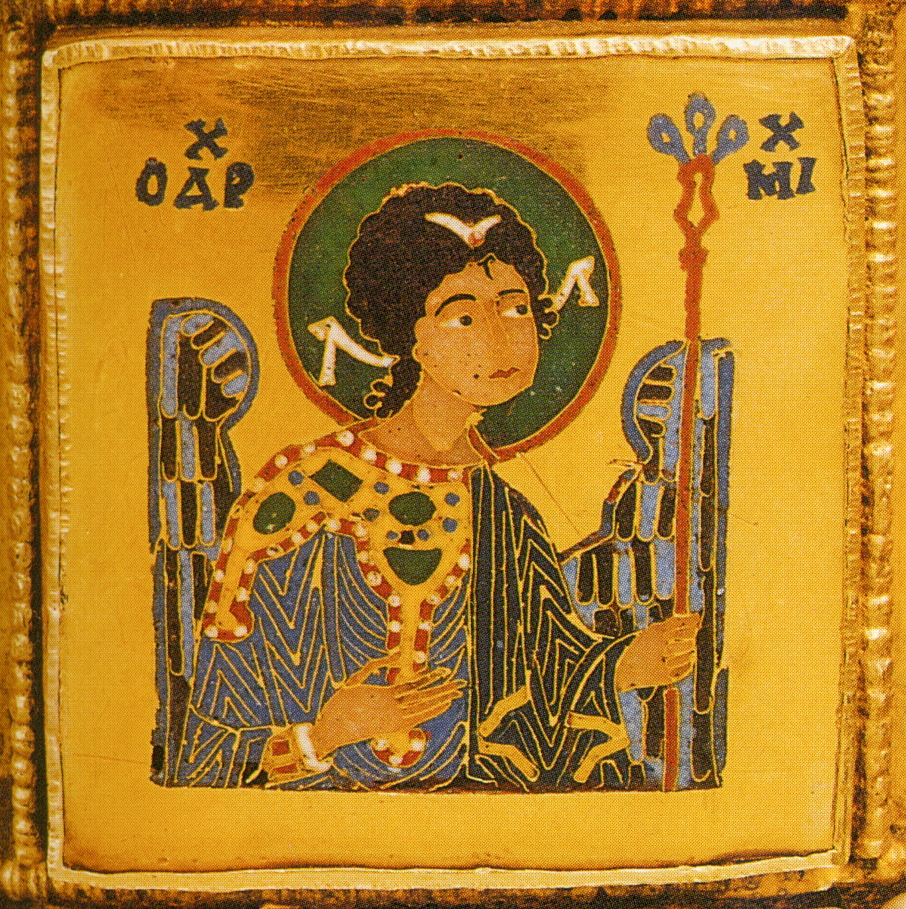
Esmalte del Arcángel Miguel de la Santa Corona de Hungría - siglo XI

La Santa Corona de Hungría, también conocida como la Corona de San Esteban, se ha utilizado como la corona de coronación de Hungría desde el año 1000, cuando los reyes húngaros introdujeron el cristianismo en el país. Contiene principalmente trabajos en esmalte bizantino originarios de Constantinopla, aunque no está probado que fueran creados originalmente para este propósito. Los esmaltes están montados alrededor de la base, con varias placas adjuntas en la parte superior. Un esmalte muestra a Cristo, sentado en el trono imperial y bendiciendo. Otro esmalte, colocado en la parte posterior de la corona, muestra un retrato busto del Emperador Miguel VII Ducas (1071-1078), junto a otra placa de su hijo Constantino. También aparece el Rey Géza I de Hungría (1074-1077), aunque no lleva nimbo como Miguel VII Ducas o Constantino, lo que indica su estatus inferior al de los emperadores bizantinos.

### Cruz de Beresford Hope
La Cruz de Beresford Hope es una cruz pectoral destinada a ser utilizada como relicario. En un lado se representa a Cristo en la Crucifixión, mientras que en el otro se muestra a María rezando entre bustos de Juan Bautista, Pedro, Andrés y Pablo. La datación es discutida, pero la mayoría está de acuerdo en que fue hecha en el siglo IX. El estilo es similar al de la Staurotheke Fieschi-Morgan; el cloisonné de ambas es tosco y estilísticamente desordenado en comparación con otros ejemplos. Las inconsistencias en las letras griegas en la cruz indican que es posible que la pieza no haya sido hecha en el Imperio Bizantino, sino en el sur de Italia, donde los Lombardos tenían talleres de metales activos.

## Problemas con la datación y los orígenes
Muchos ejemplos de esmalte bizantino son difíciles de datar debido a la falta de inscripciones o individuos identificables. En estos casos, se deben hacer suposiciones sobre la fecha del objeto en cuestión comparándolo con objetos similares con fechas conocidas. Esto se puede hacer examinando fuentes materiales y comparando estilos. Por ejemplo, los objetos con vidrio verde compuesto por materiales similares podrían agruparse dentro de un rango de fechas similar. Los orígenes de las obras en esmalte bizantino a menudo son aún más difíciles de precisar, ya que casi todo lo que se ha hecho ha estado en Occidente desde principios del siglo XIII. Una forma de adivinar los orígenes de una pieza es examinando la calidad de las letras griegas; cuanto más precisas sean las letras griegas, más probable es que la obra provenga directamente del Imperio Bizantino.

## Influencia bizantina en la orfebrería germánica
El Período de las Migraciones del arte medieval temprano muestra una forma concurrente de trabajo en metal influenciada por la migración de los Godos a través del Imperio Romano oriental hacia el occidente, acumulando técnicas y materiales de fuentes bizantinas y mediterráneas. Sin embargo, en lugar de utilizar técnicas tradicionales de esmalte bizantino, a menudo empleaban una técnica de talla en relieve, donde piedras como los granates se cortaban para encajar en un marco de alambre. Esto tiene la apariencia de cloisonné, pero es más similar al estilo egipcio ptolemaico. La aparición de joyas de cloisonné de talleres germánicos a mediados del siglo V es una ruptura completa con las tradiciones de la cultura, lo que indica que probablemente adoptaron la técnica del este, donde el Imperio Bizantino estaba ganando un punto de apoyo como el centro del Imperio Romano Tardío. Se ha propuesto que los talleres tardorromanos en Constantinopla producían piezas de esmalte semielaboradas destinadas a su ensamblaje en Occidente.